# 氷川清話
『氷川清話』（ひかわせいわ）は、勝海舟の談話録。
勝は1887年（明治20年）伯爵を受爵した。勝は東京市赤坂区氷川町（現：東京都港区赤坂六丁目）に住んでいたため、氷川伯と呼ばれており、この書名の由来となった。
吉本襄は『海舟先生 氷川清話』として1897年11月22日に、続編を1898年5月27日、続々編を1898年11月17日に鉄華書院から出版した。さらに3冊の合冊本を1902年11月に狂簡文房から出版した。
一般向けの談話集として人気を博し、『氷川清話』は勝の座談の代名詞になった。

## 章題
元来この書に章立てはなく、1902年の合本も空行によって5部に分けられていただけだった。以下に合本の区切りを数字で示し、戦後の編者によってつけられた章題との対応を示す。

### 勝部真長による章題（角川文庫など）
1. 自己の経験について
2. 古今の人物について
3. 日本の政治について／日本の財政について／日本の外交について／理屈と体験について
4. 精神上の一大作用について／わが文芸評論
5. 歴史と人生について

### 松浦玲による章題（講談社）
1. 履歴と体験
2. 人物評論
3. 政治今昔談／時事数十言
4. 勇気と胆力／文芸と歴史
5. 世人百態／維新後三十年

### 川崎宏による章題（中央公論新社）
1. 立身の数々を語る
2. 古今の人物論
3. 政治家の秘訣／天下の経済／外交と海軍／時勢の変遷
4. 江戸文学の批評
5. 処世の要諦／東京遷都三十年

## 原談話
松浦らの調査により、1893年から1898年までの、以下の新聞や雑誌記事から引用されたことがあきらかになった。
- 『国民新聞』1893年 - 1898年
- 『毎日新聞』1895年 - 1898年
- 『朝日新聞』1897年 - 1898年
- 『報知新聞』1897年
- 『日本宗教』1895年
- 『名家談叢』1896年
- 『旧幕府』1897年
- 『陽明学』1897年
- 『太陽』1897年
- 『女学雑誌』1898年
- 『社会雑誌』1898年
- 『天地人』1898年

## 吉本襄による編集の功罪
吉本襄は上記出典の原文を、大胆に編集して読みやすくした。原文が漢文や文語文であったものは口語文に変えた。したがって一部は勝の言葉ではなく吉本の文である。
一方、勝の新鮮な談話に見せるため、1896年以前の談話のうち、伊藤博文、陸奥宗光、松方正義の名を出した部分は削除するなどして、時事評論は一般論に変えられた。
例として、第3部の政治論の最初の文章を挙げる。引用元である、1896年（明治29年）5月28日『国民新聞』の「海舟翁茶話」は
吉本の編集後の文は
と、第2次伊藤内閣（1892年 - 1896年）への批判であることを隠し、最後に陽明学的おまけをつけている。

## 戦後の版本
- 勝部真長の編・解説
  - 『勝海舟自伝 氷川清話』広池学園出版部 1967年
  - 『氷川清話』角川文庫 1972年、改版・角川ソフィア文庫
  - 『勝海舟全集 14』勁草書房 1974年
- 松浦玲の編・解説
  - 『勝海舟全集21 氷川清話』講談社 1973年
  - 『氷川清話』講談社文庫 1980年
  - 『氷川清話』講談社学術文庫 2000年
- 川崎宏の編・解説
  - 『日本の名著32 勝海舟』中央公論社 1978年
  - 『氷川清話』中公クラシックス：中央公論新社 2012年

## 国会図書館デジタルコレクション
戦前に出版された以下の刊本は、国会図書館デジタルコレクションで読むことができる。
- 吉本襄著 『海舟先生氷川清話』  鉄華書院 1898年
- 吉本襄著 『海舟先生氷川清話 続編』  鉄華書院 1899年
- 吉本襄著 『海舟先生氷川清話 続々編』  鉄華書院 1899年
- 吉本襄編 『合冊 海舟先生氷川清話』 狂簡文房 1902年
- 吉本襄編 『海舟先生氷川清話』 河野成光館 1909年
- 吉本襄著 『海舟先生氷川清話』 前田大文館 1927年
- 吉本襄著 『海舟先生氷川清話』 大文館書店 1933年

## 『海舟座談』について
『海舟座談』は『氷川清話』とは直接の関係はない。しかし類似時期に編集された類似意図の編著であるので、『氷川清話』との異同に触れる。
巌本善治が、1895年（明治28年）7月から1899年（明治32年）1月に、勝から聞いた談話である。勝の言葉に比較的忠実と考えられている。
1895年分は『日本宗教』に、1896年以後は『女学雑誌』に掲載したので、『氷川清話』がこれらから引用した場合、内容が重複する。海舟の死没直後の1899年に巌本は『海舟餘波』としてまとめ、東京堂から発売された。1930年に再編集し、岩波文庫『海舟座談』となった。
『海舟餘波』は、中央公論社『日本の名著32 勝海舟』に収録された。下記のようなテーマ別編集を試みている。
- 氷川のおとずれ
- 清話のしらべ
- 濤のあとかた
- 懐旧しなさだめ
- 希声大音
- 破黙建言

『海舟座談』は、結局テーマ別編集を断念し、「氷川のおとずれ」だけは序文的に残したが、「清話のしらべ」以後はまとめて年代順記述で統一している。